# ورذينج الغربية (دائرة انتخابية في المملكة المتحدة)

موقع ورذينج الغربية (الدائرة الانتخابية في المملكة المتحدة)

ورذينج الغربية  (بالإنجليزية: Worthing West)‏ هي إحدى الدوائر الانتخابية في المملكة المتحدة الممثلة في مجلس العموم في برلمان المملكة المتحدة.
عضو البرلمان الذي يمثلها حالياً هو :Peter Bottomley (Con).